# Camera ascunsă
Camera ascunsă is een Roemeense dramafilm uit 2004 onder regie van Bogdan Dumitrescu.

## Verhaal
Claudia mag haar eigen televisieprogramma produceren. Tijdens de eerste aflevering wordt ze echter gegijzeld door een van de deelnemers.

## Rolverdeling
- Maria Dinulescu: Claudia
- Gheorghe Visu: Horia
- Manuela Hărăbor: Andreea
- Oana Pellea: Pusi
- Rutger Hauer: Sebastian
- Constantin Drăgănescu: Nea Tomiță
- Lucian Ifrim: Virgil
- Alex Jitea: Laurențiu
- Mihai Nicolae: Bebe
- Dragoș Ionescu: Dinu Ionaș